# Helena Rosa Wright
Helena Rosa Wright (17 de setembro de 1887 - 21 de março de 1982) foi uma médica britânica, sendo uma das pioneiras da medicina contraceptiva, tornando-se uma figura muito influente no controle de natalidade e planejamento familiar, tanto na Grã-Bretanha quanto internacionalmente. Com o marido, ela realizou trabalhos missionário na China por cinco anos. Ela se formou como médica, mais tarde, especializando-se em medicina contraceptiva. Helena se tornou bastante conhecida como uma educadora e também como uma ativista de serviços de planejamento familiar financiados pelo governo, tornando-se associada de organizações internacionais que promoviam programas de controle populacional. Ela foi autora de vários livros e guias de treinamento sobre controle de natalidade, educação sexual e terapia sexual.
Apesar de ser um grande tabu para a época, Helena estudava as relações sexuais e reprodução, escrevendo livros a respeito disso. Também ficou conhecida por ser uma grande humanitarista, criando centros de atendimento para ajudar pessoas com problemas, independente de classes sociais. Foi uma mulher a frente de seu tempo, sendo adepta e defensora de relacionamentos abertos, métodos contraceptivos, e abortos.
No início do século XX, métodos de fertilização artificial não existiam, então ela teve a ideia de criar uma espécie de “ajuda” para mulheres cujos maridos voltavam da Primeira Guerra Mundial doentes, mutilados ou traumatizados e por isso perdiam o apetite sexual, ou para as viúvas cujos maridos morreram em combate antes de poderem lhes dar filhos. A ajuda consistia em “contratar” um homem com os requisitos de ser alto, ter dentes, ser bem educado, inteligente e viril. Ela encontrou um indivíduo de nome Derek que atendia a esses pré-requisitos e se voluntariou, então fizeram um acordo secreto no qual cada mulher interessada no “serviço de fertilização” deveria pagar o equivalente a 10 libras para marcar um encontro com Derek que se apresentava sempre muito bem vestido e educado, mas Helena sempre deixou claro que não se tratava de um encontro para satisfação sexual, e sim de uma forma de restabelecer uma família que desejava ter filhos, sendo que os maridos eram informados a respeito de tudo e poderiam escolher acompanhar a esposa ao local do encontro se desejassem, ou apenas ficarem sabendo do encontro mais ficarem afastados.
O dinheiro pago pelo serviço seria revertido para um fundo dedicado a prover cuidados pré-natais para as mulheres e os bebês. Com esse serviço prestado a essas mulheres foram gerados perto de 500 crianças. Mais tarde ela veio a responder judicialmente por esses atos e foi considerada culpada, mas teve um grande desconto em sua sentença. Dessa forma Helena ajudou muitas pessoas, e foi assim questionando padrões sociais que ela contribuiu para quebrar vários tabus.

## Morte
Helena faleceu em 21 de março de 1982, aos 94 anos e foi sepultada ao lado de sua irmã, Margaret, no cemitério da igreja de St. Lawrence, em Cholesbury.